# Ахметов, Заки Ахметович
Заки Ахметович Ахметов (каз. Зәки Ахметұлы Ахметов; 1928—2002) — советский и казахстанский учёный, литературовед, доктор филологических наук (1965), профессор (1966), академик Национальной Академии наук Республики Казахстан (1983). Заслуженный деятель науки Казахстана (1978), лауреат премии им. Ч. Валиханова I степени (1980), Государственной премии Республики Казахстан (1996) (как один из создателей энциклопедии «Абай»).

## Биография
Родился 4 мая 1928 года в ауле Узынбулак Уланского района Восточно-Казахстанской области.
Пройдя учёбу на подготовительных курсах, в 1943—1947 годах учился на филологическом факультете Казахского государственного университета. Затем учился в Ленинграде в аспирантуре Института востоковедения АН СССР. В это время выходят его первые научные труды. В 1951 году защитил кандидатскую диссертацию на тему «Лермонтов и Абай». В 1965 защитил диссертацию на тему: «Казахское стихосложение».
Занимался научно-педагогической деятельностью в Казахском государственном женском педагогическом институте. В 1959—1975 годах декан филологического факультета КазГУ. В 1975—1984 годах заместитель директора, директор Института литературы и искусства им. М. О. Ауэзова, академик-секретарь АН Казахстана.
В 1984—1986 годах вице-президент, с 1986 заведующий отделом Института литературы и искусства, депутат Верховного Совета Казахстана (1985).
Скончался 17 декабря 2002 года в Алма-Ате.
Основные труды посвящены вопросам теории и истории казахской литературы. Владея одновременно двумя языками, ученый писал научные труды и монографии на двух языках. Ряд работ по текстологическим и историческим проблемам абаеведения и ауэзоведения. Подготовил Полное собрание сочинений Абая Кунанбаева (1954, 1957, 1970, 1995). Под редакцией Ахметова вышла книга «Әдебиеттану терминдерінің сөздігі» («Словарь литературных терминов», 1996). Монография «Өлең сөздің теориясы» издана в Китае (1992).
Его успех в научной деятельности подтверждают 12 монографий и более 300 научных исследований, сделанных ученым самостоятельно.

## Сочинения
- Лермонтов и Абай, А.-А., 1954;
- Казахское стихосложение, А.-А., 1964;
- О языке казахской поэзии, А.-А., 1970;
- Өлең сөздің теориясы, А., 1973;
- Современное развитие и традиции казахской литературы, А.-А., 1978;
- Поэтика романа-эпопеи «Путь Абая» венсте истории его создания, Д.-А., 1984;
- Абайдың ақындық әлемі, А., 1995;
- Роман-эпопея Мухтара Ауэзова, А, 1997.